# کلوئی (خواننده آمریکایی)
کلوئی ((به انگلیسی: Chloe) (زاده ۱۷ ژوئیه ۱۹۸۷)) خواننده و ترانه‌سرای اهل آمریکا است.